# Ey Sham
"Ey Sham" (alfabeto hebraico: אי שם, tradução portuguesa: "Em algum lugar") foi o título da canção que representou Israel no Festival Eurovisão da Canção 1973,interpretada em hebraico por Ilanit (nome verdadeiro: Hanna Drezner-Tzakh). A canção israelita foi 17.ª e última a ser interpretada na noite do evento, a seguir à canção francesa "Sans toi", interpretada por Martine Clémenceau. Foi a estreia de Israel no Festival Eurovisão da Canção e foi também a primeira vez em que participou um país fora do continente europeu. Esta aparente anomalia é explicada pelo fa(c)to de fazerem parte da União Europeia de Radiodifusão países do Médio Oriente/Oriente Médio (Líbano, Israel, Jordânia), da Ásia Azerbaijão, Arménia e do norte de África (Marrocos, Argélia, Egito, etc.). A participação de Israel levou a tomada de medidas de segurança, por causa de ameaças terroristas contra aquele país. No ano anterior (1972) tinham ocorrido mortes de atletas israelitas em Munique nos Jogos Olímpicos de Verão de 1972.

## Autores
- Letrista: Ehud Manor
- Música e orquestração: Nurit Hirsh

## Letra
A canção foi composta e orquestrada por Nurit Hirsh e com letra de Ehud Manor (que escreveria a letra de mais seis canções israelenses, a canção é uma balada dramática, com Ilanit cantando sobre a súbita compreensão do que ela deveria fazer com o seu amado. Ela sugere que eles "vão agora", na esperança de que "em algum lugar eles iriam encontrar o seu jardim/o jardim do amor". Através da interpretação da canção, há a esperança de o que eles possam ser eles próprios sem a pressão de outros.

## Versões
Ilanit gravou a canção além do hebraico, nas seguintes línguas:
- inglês: "All make believe";
- alemão "Weit, so weit der Regenbogem reicht;
- italiano: "Lei"